# Hưng Phước
Hưng Phước là một xã thuộc tỉnh Đồng Nai, Việt Nam.
Xã Hưng Phước có diện tích 49,84 km², dân số năm 2005 là 3.477 người, mật độ dân số đạt 70 người/km².